# Брянский (157 км)
Брянский (157 км) — посёлок в Промышленновском районе Кемеровской области. Входит в состав Плотниковского сельского поселения Основан в 1914 году как разъезд 157 км железной дороги, при основании построена кирпичная казарма железнодорожных войск до 1970-х годов единственное каменное здание , в настоящее время разобрана на кирпичи. К 1970-м годам в связи с электрификацией железной дороги построены капитальное здание выпрямительной подстанции и 8-квартирного жилого дома для специалистов.  На рубеже 1970-80 начальником станции был Шапошников, были династии жд рабочих Серпиковых, Скорюпиных, Токаревых, Чуприковых, бывших детьми переселенцев 1920-30 годов из Поволжья и нынешней Брянской области. В настоящее время добраться можно только автотранспортом, многочисленные ранее электрички  отменены.

## География
Центральная часть населённого пункта расположена на высоте 244 метров над уровнем моря.

## Население
| 2010 |
| ---- |
| 33   |

По данным Всероссийской переписи населения 2010 года, в посёлке Брянский проживает 33 человека (15 мужчин, 18 женщин).